# Tramways SC (Pernambuco)
Tramways SC was een Braziliaanse voetbalclub uit Recife in de deelstaat Pernambuco.

## Geschiedenis
Tramways werd opgericht in 1934 en speelde van 1935 tot 1941 in de hoogste klasse van het Campeonato Pernambucano. In het eerste seizoen eindigde de club samen met Santa Cruz eerste, waardoor er een play-off om de titel kwam. Na een 4-4 gelijkspel won Santa Cruz de terugwedstrijd met 5-2 en werd zo kampioen. Het volgende jaar werd Tramways autoritair kampioen, met zeven punten voorsprong op Santa Cruz en Náutico. Ook in 1937 was de club superieur, Sport was de enige club in de competitie die een puntje van de club kon afsnoepen. Na nog een derde plaats gingen de prestaties de volgende jaren achteruit en in 1941 speelde de club voor het laatst in de hoogste klasse.
De club won ook zes keer de Copa Torre, een lokale bekercompetitie.

## Erelijst
Campeonato Pernambucano
1936, 1937
Copa Torre
1934, 1935, 1936, 1937, 1938, 1939